# Salisbury (Maryland)
Salisbury is een plaats (city) in de Amerikaanse staat Maryland, en valt bestuurlijk gezien onder Wicomico County.

## Demografie
Bij de volkstelling in 2000 werd het aantal inwoners vastgesteld op 23.743.
In 2006 is het aantal inwoners door het United States Census Bureau geschat op 27.172, een stijging van 3429 (14.4%).

## Geografie
Volgens het United States Census Bureau beslaat de plaats een oppervlakte van
29,6 km², waarvan 28,7 km² land en 0,9 km² water. Salisbury ligt op ongeveer 17 m boven zeeniveau.

## Plaatsen in de nabije omgeving
De onderstaande figuur toont nabijgelegen plaatsen in een straal van 12 km rond Salisbury.

## Geboren in Salisbury (Maryland)
- Linda Hamilton (1956), actrice
- Alexis Denisof (1966), acteur
- Jay Briscoe (1984-2023), professioneel worstelaar